# Proleucoptera celastrella
Proleucoptera celastrella är en fjärilsart som beskrevs av Hiroshi Kuroko 1964.
Proleucoptera celastrella ingår i släktet Proleucoptera och familjen rullvingemalar. Inga underarter finns listade i Catalogue of Life.